# Émilie Simon
Émilie Simon (Montpellier, 1978. július 17. –) francia zeneszerző, énekesnő.

## Karrier
2003 májusában adta ki bemutatkozó albumát Émilie Simon címmel. A lemez egyből pozitív visszajelzéseket kapott kritikusaitól, és megnyitotta az utat Émilie-nek a híressé váláshoz. Az albumot számos tévészereplés, koncert követte Franciaország-szerte, amely országos elismertséget szerzett a művésznek. 2004-ben díjat kapott az „Electric Album” kategóriában a Victoires de la Musique szervezettől, amely Franciaország legjobb énekeseit díjazza. 2005 elején Luc Jacquet felkérte, hogy komponálja meg a filmzenét új, a Pingvinek vándorlása (La Marche de l'empereur) című dokumentumfilmjéhez, amely Magyarországon is sikert aratott. Ezenkívül számos újabb albumot is kiadott, amelyek Európa-szerte híresek lettek. Legutolsó albuma az À l'Olympia (2007) egy CD-ből – amelyen a korábbi három albumáról is szerepelnek számok – és egy DVD-ből áll, amelyen koncertfelvételeiből hallható egy válogatás.

## Albumai
Stúdióalbumok
- Émilie Simon (2003)
- Végétal (2006)
- The Big Machine (2009)

Filmzene
- La Marche de l'empereur (2005 / 2007)

Koncertfelvételek
- The Flower Book (2006)
- À l'Olympia (2007)

Kislemezek
- "Désert" (2002)
- "Flowers" (2003)
- "Song of the Storm" (2005)
- "Fleur de saison" (2006)
- "Rose hybride de thé" (2006)
- "Dame de lotus" (2007)
- "Dreamland" (2009)

EP-k
- Live Session EP (2007)

## Díjak és jelölések
Victoires de la musique
- 2004: Electronic Music/Groove/Dance az év albuma Émilie Simon.
- 2006: az ev eredeti filmzenéje: La Marche de l'empereur.
- 2007: Electronic/groove/dance az év albuma Végétal
- Prix Constantin 2003 Émilie Simon c. album. (jelölés)
- Césars 2006 a legjobb eredeti filmzene La Marche de l'empereur. (jelölés)